# Complejo de persecución cristiana
El complejo de persecución cristiana es una creencia según la cual los valores cristianos, e incluso los fieles de esta religión, son oprimidos por las autoridades de gobierno o por grupos sociales cultural y políticamente dominantes. Esta idea es sostenida por ciertas iglesias protestantes estadounidenses, algunas sectas fundamentalistas y también por los movimientos identitarios europeos. En algunos artículos se emplea la expresión «complejo de persecución evangélico», o «de los cristianos americanos (entendiendo este demónimo como sinónimo de estadounidense)». Por lo general se considera que es parte de las creencias de la llamada derecha cristiana.

## Cristianismo primitivo
Según la doctora Candida Moss, especialista en el estudio académico del Nuevo Testamento; el «complejo de persecución» ya aparece en el cristianismo primitivo, como parte de la identidad del movimiento. En efecto, según Moss, la idea de persecución es fundamental para la cosmovisión del cristianismo, y crea la impresión de que los cristianos son una minoría que se enfrenta, en una especie de guerra sobrenatural, a la sociedad que los rodea. El elemento básico de esta percepción, es una interpretación de la sociedad en la cual existen dos antagonistas, a saber: los fieles, los santos, dirigidos por Dios y los incrédulos, o el mundo, bajo el imperio de Satanás; desde este punto de vista, es imposible que exista el diálogo, porque cualquier tipo de compromiso con el enemigo, es el fondo una traición a la soberanía divina. Esta creencia, resalta, sigue vigente aun cuando los cristianos sean numéricamente mayoritarios. En el mismo sentido, el historiador medievalista Paul Cavill argumenta que, según el Nuevo Testamento, las persecuciones son inherentes al cristianismo.

## SigloXXysigloXXI
Dado que es inherente a la identidad cristiana, es difícil identificar el origen del moderno «complejo de persecución cristiana»». Según Elizabeth Castelli, algunos establecieron el punto de partida en los Estados Unidos de la segunda mitad del siglo XX, luego de una serie de sentencias judiciales que declararon que los lugares públicos estaban fuera del alcance de la actividad religiosa (por ejemplo, la oración de la mañana en las escuelas). Tomó auge, sin embargo, en la década de 1990 con la adopción de la Ley de Libertad Religiosa. Unos años más tarde, los ataques del 11 de septiembre impulsaron su desarrollo. Este complejo "moviliza el lenguaje de la persecución religiosa para erradicar el debate y la crítica política al caracterizar cualquier posición que no esté alineada con esta versión politizada del cristianismo como un ejemplo de intolerancia y persecución antirreligiosas. Además, despliega rutinariamente la figura arquetípica del mártir como fuente de autoridad política y religiosa incuestionable".
El concepto de que el cristianismo está siendo oprimido es popular entre los políticos conservadores en la política contemporánea de los Estados Unidos, y utilizan esta idea para abordar cuestiones relacionadas con las personas LGBT o el mandato anticonceptivo de la Ley del Cuidado de Salud Asequible, que ellos perciben como un ataque contra el cristianismo. El Tribunal Supremo de Burwell v. Hobby Lobby Stores, Inc. rechazó la aplicación del mandato anticonceptivo a las corporaciones estrechamente controvertidas con objeciones religiosas.
Hornback señala que el complejo de persecución cristiana está muy extendido entre los nacionalistas en Europa, que sienten que están defendiendo al continente de una nueva invasión islámica. Stavrakopoulou explica que los avances del secularismo, como el abandono del catecismo en las escuelas públicas, es percibido por algunos cristianos como persecución.
El complejo de persecución cristiana tiene un impacto en la cultura popular, con películas que "imaginan a cristianos enfrentados prevaleciendo contra la oposición secularista". David Ehrlich, un crítico de cine, describe cómo el complejo de persecución es alimentado por películas y multimedios como la saga "God's Not Dead".
En una conversación en el Congreso Humanista Británico de 2014, Stavrakopoulou sugirió que algunos fundamentalistas cristianos perciben el avance del secularismo como una amenaza, y que esto puede aumentar la percepción de un complejo de persecución.
Algunos nacionalistas blancos contemporáneos promueven una narrativa de persecución occidental contra los cristianos, argumentando que ellos, en lugar de las poblaciones minoritarias o inmigrantes, son atacados y marginados mucho más a menudo.